# Smarta
A tradição smarta (em sânscrito:  स्मार्त), também chamada smartismo, é um movimento no hinduísmo que se desenvolveu e se expandiu com o gênero de literatura Puranas. Ele reflete uma síntese de quatro vertentes filosóficas, a saber, Mimamsa, Advaita, Yoga e teísmo. A tradição smarta rejeita o sectarismo teísta[3] e é notável pela adoração doméstica de cinco santuários com cinco divindades, todos tratados como iguais – Ganesha, Xiva, Shakti, Vixnu e Suria. A tradição smarta contrastava com a tradição shrauta mais antiga, baseada em elaborados rituais e ritos. Tem havido uma sobreposição considerável nas ideias e práticas da tradição smarta com outros movimentos históricos significativos dentro do hinduísmo, ou seja, xivaísmo, bramanismo, vixenuísmo e shaktismo.
A tradição smarta desenvolveu-se durante o (início) Período Clássico do Hinduísmo por volta do início da Era Comum, quando o Hinduísmo emergiu da interação entre o bramanismo e as tradições locais. A tradição smarta está alinhada com o Advaita Vedanta e considera Adi Shankara como seu fundador ou reformador. Shankara defendeu que a realidade última é impessoal e Nirguna (sem atributos) e qualquer deus simbólico serve ao mesmo propósito equivalente. Inspirados por essa crença, os seguidores da tradição smarta, juntamente com os cinco deuses hindus, incluem um sexto deus impessoal em sua prática. A tradição foi chamada por William Jackson como "advaitina, monista em sua perspectiva".
O termo smarta também se refere aos brâmanes que se especializam no corpus Smriti de textos denominados Grihya Sutras, em contraste com os Shrauta Sutras. Os Smarta Brahmins, com seu foco no Smriti corpus, são contrastados com os Srauta Brahmins, que se especializam no corpus Shruti, isto é, rituais e cerimônias que seguem os Vedas.